# Áo bà ba

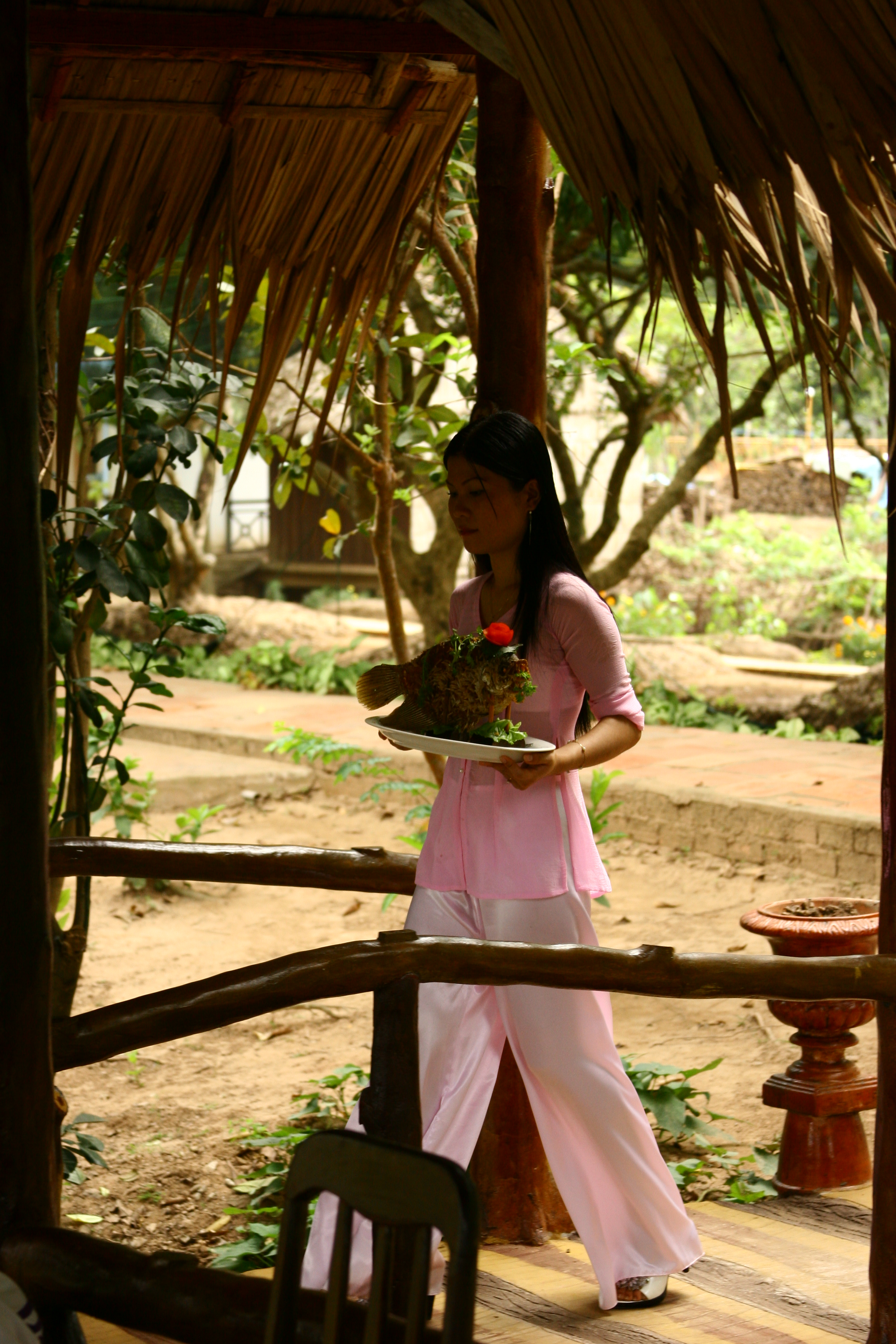
Een vrouw in een áo bà ba.

Een áo bà ba (Nederlands:driedelig dameskostuum) is een traditioneel zijden kostuum voor dames. Het kostuum wordt het meest geassocieerd met het zuiden van Vietnam.
De broek van het kostuum is van zijde en heeft lange pijpen. De bijbehorende bloes heeft lange mouwen en knopen. Aan de zijkant ter hoogte van de middel is er een split zodat er twee flappen ontstaan, zowel aan de voorkant als aan de achterkant. De voorzijde van de blouse heeft meestal twee typische zakken.
De áo bà ba wordt gedragen zowel op het werk als thuis. Áo bà ba zijn verkrijgbaar in verschillende kleuren.